# Schweizerischer Lichtspieltheaterverband
Der Schweizerische Lichtspieltheaterverband (SLV) wurde vom Filmproduzenten und Filmverleiher Josef Lang am 15. Februar 1915 als «Verband der Kinematographen-Interessenten der Schweiz» gegründet.
Josef Lang hatte schon im Dezember 1914 alle Interessenten und am Kinogewerbe Beteiligten zu einer Versammlung ins Restaurant Du Pont in Zürich eingeladen, um eine Organisation zu gründen und über Kampfmassnahmen zu beraten, die gegen das «Berner Antikinogesetz» eingesetzt werden konnten.
Karl Graf aus Bülach hatte durch einen Aufruf «zur Sammlung, zur Abwehr von schweren Angriffen auf das Gewerbe der Kinotheater im Kanton Bern» im damaligen, in seinem Verlag erschienenen Fachorgan «Kinema» wesentlich zur Verbandsgründung beigetragen. Zweck des Vereins war es vorerst, «die gemeinsamen Interessen der im kinematographischen Gewerbe tätigen selbständigen Unternehmer zu wahren und den einzelnen Mitgliedern allen möglichen Beistand zur Verbesserung ihrer wirtschaftlichen Existenz und zur Verteidigung ihrer Rechte Dritten gegenüber zu leisten, soweit dies mit der Wahrung der gemeinsamen Berufsinteressen vereinbar ist».
Am 17. April 1916 fand in Bern die erste ordentliche Generalversammlung statt, an der 25 Kinobesitzer und Verleiher teilnahmen. Hermann Studer vom Volkshaus Bern wurde zum Präsidenten und Albert Wyler-Scotoni († 1937) zum Vizepräsidenten gewählt. Wyler-Scotoni war von 1919 bis 1936 SLV-Präsident und wurde später deren Ehrenpräsident.
Am 4. September 1916 wurde die «Genossenschaft Schweizerischer Filmverleiher» gegründet, mit der der Verband einen Interessenvertrag abschloss, der allerdings nur fünf Jahre überdauerte und 1928 durch eine weniger weitgehende Vereinbarung und erst 1939 wieder durch einen entsprechenden Vertrag ersetzt wurde. Am 11. Juni 1917 wurde der Verbandsname in «Schweizerischer Lichtspieltheaterverband» umgeändert. Am 29. November 1921 wurde die welschschweizerische Sektion «Section Romande» des Schweizerischen Lichtspieltheaterverbandes gegründet. Sie entschloss sich am 19. Oktober 1928, einen eigenen, selbständigen Verband zu gründen.
Josef Lang wurde 1926 als ständiger Sekretär gewählt und vertrat bis 1931 die Vereinsinteressen gegenüber den Behörden. Am 30. Juni 1933 wurde in Lugano unter seinem Vorsitz die «Associazione Cinematografica Ticinese» gegründet. Als Präsident wurde Goffredo Rezzonico vom Kursaal Lugano gewählt. Lang trat 1943 als SLV-Sekretär zurück.
Am 1. April 1937 erschien zum ersten Mal das Fachorgan Schweizer Film / Film Suisse. Es wurde ab 1. April 1937 statt von Jean Hennard in Lausanne vom Ernst Löpfe-Benz Verlag in Rorschach herausgegeben und gedruckt.
Bereits 7 Jahre nach dem Schweizer Verband wurde am 15. September 1923 der Zürcher Lichtspieltheater-Verband (ZLV) gegründet. Einer der Initianten und erster Präsident war A. Wyler-Scotoni, ein Onkel des Unternehmers Anton Eric Scotoni.